# Tim Deluxe
Tim Deluxe, de son vrai nom Timothy Andrew Liken, est un disc jockey et producteur britannique.

## Biographie
Il est le fondateur du label discographique Get Human.
Il est notamment connu du grand public pour les titres It Just Won't Do (2002) avec en featuring Sam Obernik et Let The Beats Roll (2007) avec en featuring Simon Franks.

## Discographie
- The Little Ginger Club Kid (2003)
- Ego Death (2006)